# Специализированная вычислительная машина
Специализированная вычислительная машина (специализированный компьютер) — вычислительная машина, предназначенная для решения одной задачи или узкого круга задач. Специализация такой машины повышает эффективность средств вычислительной техники, поскольку структурная и аппаратная интерпретация программ способствует повышению точности и быстродействия устройств, упрощает математическое обеспечение, снижает аппаратные затраты.
Специализированные компьютеры отличаются постоянством структуры, определяемой классом решаемых задач, что позволяет существенно упростить коммутационные устройства. Как и другие вычислительные машины, специализированные можно разделить на группы.
- по способу представления информации: аналоговые, цифровые, гибридные
- по назначению: управляющие, моделирующие

## Управляющие специализированные компьютеры
Такие машины, как правило, работают в режиме реального времени и используются для управления динамическими объектами, летательными аппаратами и т. п. В этом качестве продолжают использоваться немногие из действующих аналоговых ЭВМ.

## Моделирующие специализированные компьютеры
Такие машины применяются для решения инженерных и научных задач с использованием математических моделей реальных объектов. К таким устройствам относится аналоговая вычислительная машина (интегратор) «ЭГДА» и «УСМ-1», которые выпускались в СССР в 1960-х годах.